# John Higgins (snooker)
Pour les articles homonymes, voir John Higgins et Higgins.
John Higgins est un joueur professionnel de snooker écossais né le 18 mai 1975 à Wishaw.
Il a remporté le Championnat du monde quatre fois, en 1998, en 2007, en 2009 et en 2011 et a atteint la première place du classement mondial pour la première fois lors de la saison 1998-1999. Il a en plus compilé 29 victoires classées qui font de lui l'un des plus grands joueurs de snooker de tous les temps. Il est d'ailleurs le joueur le plus titré en matière de victoires classées derrière Stephen Hendry et Ronnie O'Sullivan. Il a aussi signé 1000 century breaks, deuxième joueur avec O'Sullivan à franchir la barre des mille.
Devenu professionnel en 1992, Higgins a été remarqué très tôt dans le snooker, lorsqu'il a remporté ses premiers titres classés. Vainqueur de trois tournois classés au cours de la seule année 1995, Higgins atteint également le top 16 du classement mondial pour la première fois à l'âge de 19 ans. Il remporte le championnat du monde en 1998, battant Ken Doherty par 18-12 en finale, et devient par la même occasion no 1 mondial.
Au Masters de 2006, Higgins bat Ronnie O'Sullivan en finale au terme d'une rencontre mémorable conclue lors de la manche décisive sur le score de 10-9. Il s'agit alors de son deuxième titre sur ce tournoi après 1999. L'année suivante, il remporte son deuxième championnat du monde en s'imposant face à l'Anglais Mark Selby en finale sur le score de 18-13. En 2009, Higgins remporte de nouveau le titre de champion du monde, battant Shaun Murphy 18 à 8, performance qu'il renouvellera en 2011 face à Judd Trump.
Au cours de la saison 2015-2016, John Higgins inscrit des victoires successives sur l'Open du Pays de Galles, l'Open d'Australie et le Championnat international, augmentant son nombre de titres classés à 28. En 2016, il remporte consécutivement le championnat de Chine et le tournoi champion des champions, deux tournois non classés. L'année 2017 est marquée par une victoire à l'Open d'Inde mais aussi par une place de finaliste au championnat du monde, l’Écossais atteignant sa sixième finale au Crucible Theatre. Sa saison 2017-2018 s'avère être un succès. Vainqueur de l'Open du Pays de Galles pour la cinquième fois de sa carrière (ce qui constitue un record), il atteint une nouvelle fois la finale du championnat du monde où il est battu par Mark Williams (18-16) et signe également son neuvième break maximum de 147 à l'occasion de l'Open d'Écosse. Higgins est de nouveau finaliste sortant du championnat du monde en 2019, battu par Judd Trump sur le score sévère de 18-9.
Au second tour du championnat du monde 2020 où il affronte Kurt Maflin, Higgins réussit le dixième 147 de sa carrière, son premier au championnat. Début 2021, il rejoint la finale au Masters mais s'incline contre Yan Bingtao (10-8). En cas de victoire, Higgins aurait enregistré son premier succès dans un tournoi de la Triple couronne depuis 2011. Il gagne ensuite le championnat des joueurs, son 31e titre classé, le premier en trois ans. Il y écrase Ronnie O'Sullivan en finale (10-3). Higgins ne concède que quatre manches sur l'ensemble du tournoi, performance qu'il décrit comme la plus solide de sa carrière. La même année, il dispute la finale à l'Open d'Irlande du Nord, où il mène 8-6 contre Mark Allen. Il est finalement battu (9-8). Il est finaliste encore une fois à l'Open d'Angleterre, battu par Neil Robertson. Higgins perd ensuite deux finales supplémentaires ; le tournoi des champions face à Judd Trump et l'Open d'Écosse contre Luca Brecel.
Début 2022, il s'impose au championnat de la ligue pour la troisième fois de sa carrière, dominant en finale Stuart Bingham (3-2). Il est aussi finaliste au championnat du circuit.
En 2025, il glane deux nouveaux trophées en tournoi de classement : l'Open mondial et le championnat du circuit, retrouvant par la même occasion le top 3 mondial.

## Carrière

### Début de carrière professionnelle (1992-1997)
Higgins passe professionnel en 1992 et atteint les quarts de finale de l'Open britannique pendant sa première saison chez les professionnels. Pendant la saison 1994-1995, il remporte son premier tournoi de classement sur le Grand Prix ; Higgins n'a que 19 ans lorsqu'il bat Dave Harold en finale du tournoi (9-3). Il remporte ensuite deux autres titres classés ; l'Open britannique et l'Open international. Cela fait de lui un grand espoir du snooker. Higgins atteint deux autres finales au Pays de Galles et au Masters de snooker 1995. Ces résultats incroyables lui permettent de bondir au classement ; il passe de la 51e place mondiale à la 11e place du classement de 1995-1996. La saison suivante, il remporte deux nouveaux titres classés et perd deux nouvelles finales ; il finit la saison avec le statut de 2e joueur du monde.
En 1996, Higgins perd sa deuxième finale sur un tournoi de la triple couronne au championnat du Royaume-Uni. Il s'y incline contre Stephen Hendry (10-9). Il remporte ensuite trois nouveaux tournois classés et perd trois autres finales classées. Higgins se maintient au 2e rang du classement en 1996-1997.

### Championnat du monde 1998
En 1998, Higgins devait espérer que Stephen Hendry perde son premier match au championnat du monde pour pouvoir atteindre la 1re place. Ceci s'est produit quand Hendry a perdu face à Jimmy White. Higgins a remporté ses quatre matchs pour se qualifier pour la finale contre l'Irlandais Ken Doherty. Il remporte la finale avec 6 centuries dans les trente manches de la finale. Il menait 16 manches à 12 et a remporté les deux dernières manches pour gagner la finale 18 manches à 12. Cette victoire a confirmé sa place de numéro un mondial.
Liste de ses matchs :
- 1er tour : 10 à 8 contre Jason Ferguson
- 2e tour : 13 à 8 contre Anthony Hamilton
- Quart de finale : 13 à 11 contre John Parrott
- Demi-finale : 17 à 9 contre Ronnie O'Sullivan
- Finale : 18 à 12 contre Ken Doherty

Autres statistiques :
- Meilleur break : 143 (meilleur break du tournoi, ex æquo avec Jimmy White)

### Confirmation et régularité au plus haut niveau (1999-2006)
La saison 1998-1999 de Higgins est marquée par deux victoires majeures : le championnat du Royaume-Uni 1998 et le Masters 1999. Ces victoires permettent à Higgins de compléter une première triple couronne de carrière. Une victoire à l'Open de Chine en fin de saison lui permet d'arriver en pleine confiance pour la défense de son titre de champion du monde. Il y est cependant dominé en demi-finale par Mark Williams (17-10).
La saison suivante, il remporte deux nouveaux tournois classés ; le Grand Prix 1999 et l'Open du pays de Galles 2000, mais perd sa première place mondiale.
En 2000, John Higgins prend sa revanche sur Williams et parvient à décrocher un nouveau titre de champion du Royaume-Uni. En fin de saison, il bat à la suite Graeme Dott, Chris Small, Ken Doherty et Matthew Stevens, pour rejoindre une deuxième finale de carrière au championnat du monde. Opposé à Ronnie O'Sullivan, le joueur de Wishaw s'incline par 18 manches à 14.

Jusqu'à 2006, Higgins démontre une régularité unique ; il remporte deux nouveaux titres à l'Open de Grande-Bretagne et un troisième Grand Prix. Il est également finaliste de quatre autres épreuves, dont le Masters 2005. En janvier 2006, il gagne un match d'anthologie en finale du Masters, contre O'Sullivan. Ce succès constitue le deuxième titre de Higgins sur cette compétition.

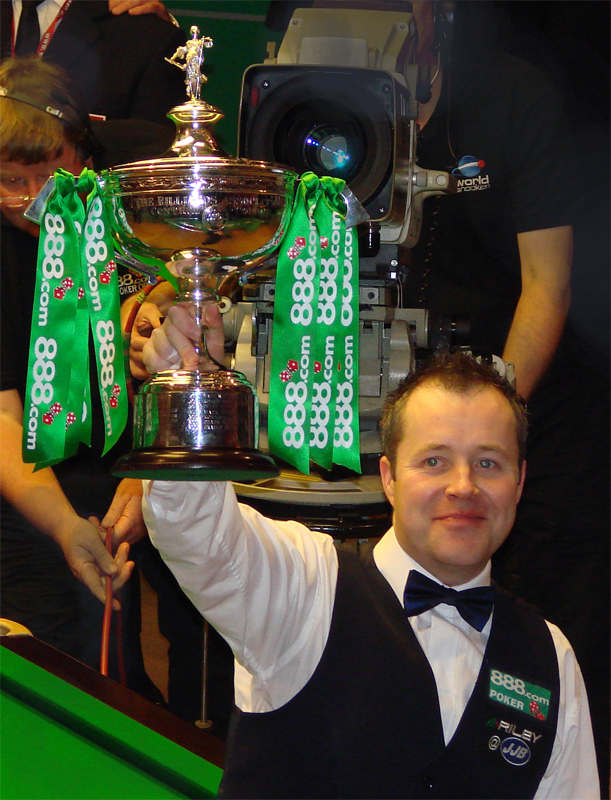
John Higgins, célébrant sa victoire de 2007.

### Championnat du monde 2007
En 2007, Higgins a battu l'Anglais Michael Holt, l'Irlandais Fergal O'Brien, l'Anglais Ronnie O'Sullivan et l'Écossais Stephen Maguire pour atteindre la finale disputée contre Mark Selby. Pendant la demi-finale, il signe le 1000e century de l'histoire du championnat du monde. Après la première journée de la finale, Higgins menait 12 à 4. Selby est revenu à 14-13, mais c'est Higgins qui a remporté le match grâce à quatre manches d'affilée.
Liste de ses matchs :
- 1er tour : 10 à 4 contre Michael Holt
- 2e tour : 13 à 4 contre Fergal O'Brien
- Quart-de-finale : 13 à 9 contre Ronnie O'Sullivan
- Demi-finale : 17 à 15 contre Stephen Maguire
- Finale : 18 à 13 contre Mark Selby

Autres statistiques :
- Meilleur break : 135

### Championnat du monde 2009
John Higgins remporte sa troisième victoire aux championnats du monde après avoir retourné des situations difficiles dans des matchs très serrés. Il a ainsi battu de justesse en huitième de finale Jamie Cope en remportant les trois dernières manches (victoire 13 à 12 après avoir été mené 12 à 10). Son quart de finale contre Mark Selby, remporté sur le même score de 13 à 12, fut considéré par plusieurs commentateurs comme le match le plus relevé du championnat. Higgins lui-même déclara que c'était sa plus belle victoire. Higgins a ensuite déroulé en demi-finale, s'imposant 17-13 contre Mark Allen.
Après sa victoire finale, plusieurs commentateurs mirent en avant le sens tactique de Higgins et sa pugnacité. John Parrott, champion du monde en 1991, résuma l'opinion de beaucoup en disant que « personne n'était plus astucieux tactiquement, nul autre n'était plus déterminé, et aucun n'était meilleur compétiteur ». C'est le caractère complet de son jeu qui fut surtout reconnu. Ainsi, Steve Davis le décrit, après sa victoire, comme étant « probablement le joueur le plus complet sur l'ensemble d'une compétition que le snooker ait jamais connu ».
Liste de ses matchs :
- 1er tour : 10 à 5 contre Michael Holt
- 2e tour : 13 à 12 contre Jamie Cope
- Quart-de-finale : 13 à 12 contre Mark Selby
- Demi-finale : 17 à 13 contre Mark Allen
- Finale : 18 à 9 contre Shaun Murphy

Autres statistiques :
- Meilleur break : 141

### Suspension en 2010
John Higgins est suspendu le 2 mai 2010 à la suite de la publication la veille d'une vidéo, filmée à son insu, montrant Higgins et son manager acceptant 300 000 euros pour perdre des manches lors de matchs à venir,,. Le 8 septembre 2010, le jugement de l'affaire est rendu. Les charges portant sur l'arrangement de matchs ne sont pas retenues contre Higgins. En revanche, il est condamné à six mois de suspension et 75 000 livres sterling d'amende pour avoir illégalement discuté de paris sportifs et ne pas avoir averti les autorités qu'il avait été contacté en vue de fausser le résultat de certains matchs. Higgins, étant déjà suspendu depuis début mai 2010, peut reprendre la compétition en novembre 2010. Il remporte alors plusieurs titres dont le championnat du Royaume-Uni de snooker 2010 et le championnat du monde 2011.

### Championnat du monde 2011
Après sa suspension, John Higgins fait un retour fracassant en remportant une épreuve du championnat du circuit des joueurs, le championnat du Royaume-Uni et l'Open du pays de Galles. C'est donc dans la peau de favori qu'il aborde les championnats du monde 2011. Après avoir disposé de Stephen Lee au premier tour, puis de Rory McLeod de manière expéditive, il bat Ronnie O'Sullivan en quart de finale et Mark Williams en demi-finale, tous deux en très grande forme, dans deux matchs de très haut niveau. Il se retrouve en finale face à la révélation de cette édition, Judd Trump, qui a également fait preuve d'une domination impressionnante en sortant notamment le tenant du titre, Neil Robertson au premier tour. La finale tient toutes ses promesses avec un Judd Trump qui va mener une bonne partie du match,, mais John Higgins résiste et profite de quelques erreurs de son adversaire pour passer devant et l'emporter à l'expérience. Il devient ainsi le quatrième joueur seulement à remporter quatre fois le titre mondial, derrière Ray Reardon, Steve Davis et Stephen Hendry.
Liste de ses matchs au championnat du monde de snooker 2011 :
- 1er tour : 10 à 5 contre Stephen Lee
- 2e tour : 13 à 7 contre Rory McLeod
- Quart-de-finale : 13 à 10 contre Ronnie O'Sullivan
- Demi-finale : 17 à 14 contre Mark Williams
- Finale : 18 à 15 contre Judd Trump

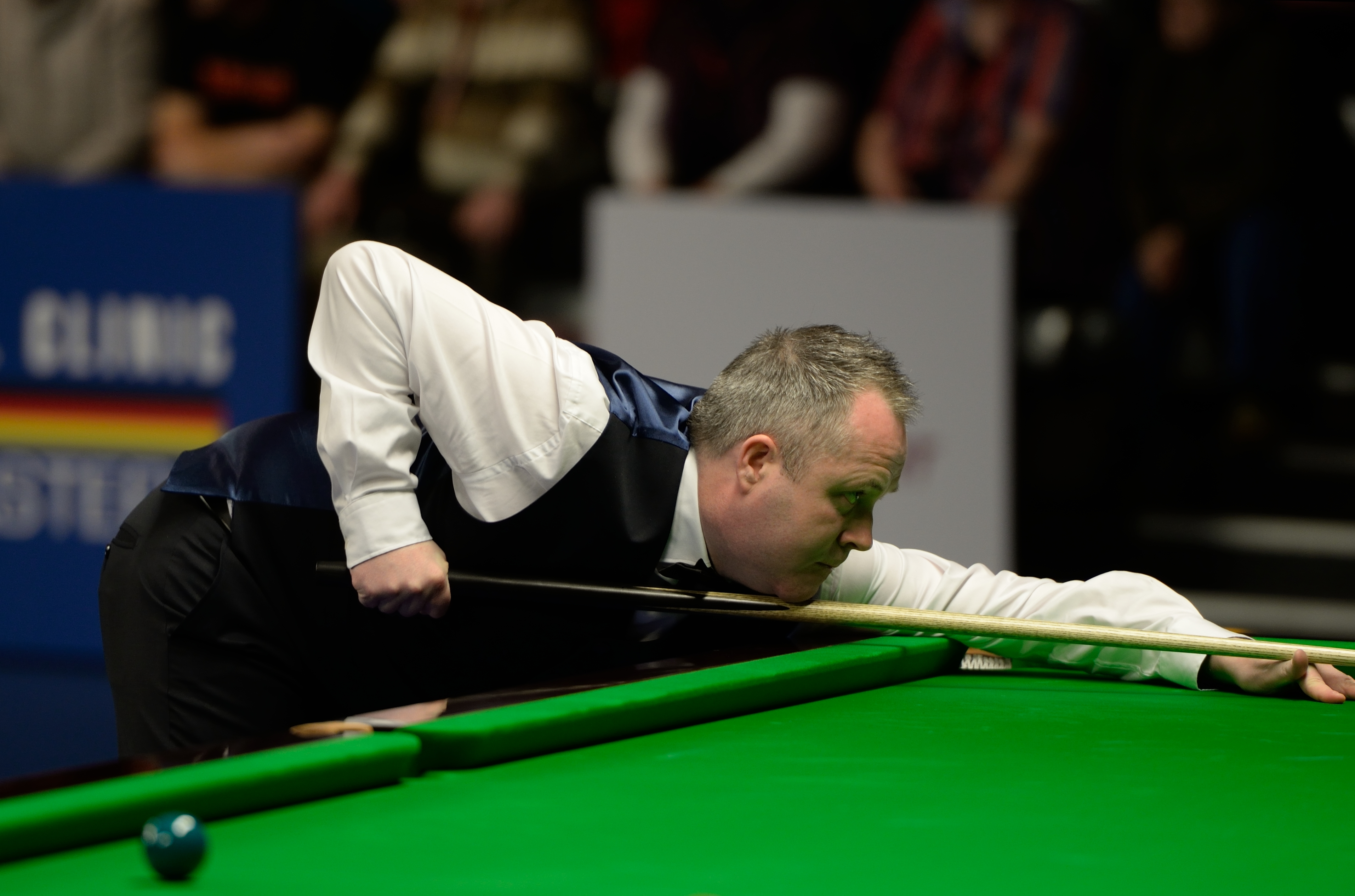
Higgins au Masters d'Allemagne 2015.

Autres statistiques :
- Meilleur break : 135

### Baisse de niveau et retour en forme (2012-2023)

#### Sortie du top 10
Après son quatrième titre de champion du monde, Higgins voit ses résultats dégringoler pour la saison 2011-2012 : il n'atteint pas le moindre dernier carré sur tous les tournois de classement qu'il dispute. Au championnat du monde 2012, il bat Liang Wenbo (10-9), mais est balayé dès le deuxième tour par son compatriote Stephen Hendry (13-4). Il termine ainsi sa saison à la 5e place mondiale, soit une baisse de trois rangs.
Malgré un titre au Masters de Shanghai 2012, John Higgins voit son classement de fin de saison diminuer encore plus que l'année précédente. En plus de perdre six places, c'est la première fois depuis la fin des années 1990 qu'il sort du top 10 mondial. Cette grande première depuis 17 saisons le pousse à réfléchir sur un éventuel départ à la retraite. Les deux saisons qui suivent sont assez convenables, Higgins remportant l'Open du pays de Galles 2015 et s'inclinant sur une autre finale de classement : le Classique de Wuxi 2013. Cependant, il ne parvient pas à se montrer suffisamment régulier pour revenir dans le top 10 ; il redescend même à la 13e place mondiale.

#### Retour au premier plan
C'est sur la saison 2015-2016 qu'il semble retrouver sa constance d'antan. Il sort victorieux de deux compétitions : le championnat international et l'Open d'Australie. Il fait preuve d'une grande régularité sur les autres tournois classés, atteignant les quarts de finale de chaque tournoi de la triple couronne. Après cette bonne saison et une augmentation au 6e positionnement du classement, Higgins confirme son retour en forme. Après avoir été quart de finaliste sur neuf des 18 tournois qu'il a disputé (il remporte d'ailleurs trois tournois non classés), il parvient à tirer son épingle du jeu au championnat du monde 2017. Il commence par écarter Martin Gould, Mark Allen et Kyren Wilson, puis Barry Hawkins en demi-finale. Il est cependant battu en finale par Mark Selby (18-15).
En 2017-2018, alors remonté au rang de no 2 mondial, John Higgins remporte deux nouveaux titres de classement, atteignant alors la barre des 30 titres majeurs,. C'est donc sans réel surprise qu'il arrive dans le groupe des favoris pour le titre de champion du monde. Comme en 2017, il réalise un parcours exemplaire pour atteindre la finale, où il est battu par Mark Williams (18-16). Cette nouvelle déception démotive quelque peu le quadruple champion du monde qui évoque une possibilité de retraite après son break maximal réalisé à l'Open d'Écosse 2018. Ses plans de retirement son finalement repoussés lorsqu'il rejoint une nouvelle finale au mondial en fin de saison, lui qui finit tout de même par s'incliner de nouveau.
Pendant la saison 2019-2020, Higgins démontre beaucoup de régularité mais ne parvient pas à disputer de finale dans les tournois les plus importants. Sa seule finale de la saison intervient au championnat du monde à six billes, un évènement alternatif, finale qu'il perd contre Stephen Maguire. À la fin de l'année, il est éliminé au second tour du championnat du monde par Kurt Maflin, malgré un break de 147, le douzième de sa carrière et le premier au championnat.
Pendant la saison suivante, Higgins est moins régulier mais gagne le championnat des joueurs contre Ronnie O'Sullivan, son premier titre classé depuis trois ans. Il est aussi finaliste au Masters pour la première fois en seize ans. Toutefois, il perd cette finale contre le jeune Yan Bingtao. La saison 2021-2022 est celle des finales perdues pour Higgins, qui échoue dans quatre finales classées (Open d'Irlande du Nord, Open d'Angleterre, Open d'Écosse et championnat du circuit),,,. Il est aussi battu en finale du tournoi des champions contre Judd Trump et gagne le championnat de la ligue pour la troisième fois de sa carrière,. L'année suivante, il conserve son titre en ligue principale.

### Irrégularités (depuis 2024)
John Higgins n'a plus rejoint de finale classée depuis 2022 et a obtenu des résultats un peu moins significatifs dans les principaux tournois. En septembre 2024, il perd sa place dans le top 16 mondial, lui qui n'en était plus sorti depuis qu'il l'avait intégré en 1995. Sa réaction est rapide puisque, dès la semaine suivante, il se propulse en finale de l'Open de Grande Bretagne pour la sixième fois de sa carrière. Il y est battu par Mark Selby, mais effectue un retour immédiat dans le top 16 du classement.  

Après plusieurs mois sans résultat notable, Higgins retrouve le succès lors de l'Open mondial, remportant le titre pour la cinquième fois de sa carrière (une première fois en Chine). Il s'agit alors de son 32e titre classé ; son premier en quatre ans. Au classement, l'Écossais consolide à nouveau sa place dans le top 10 mondial. Quelques semaines après, il ajoute un 33e titre de classement à son palmarès, remportant le championnat du circuit (contre Selby). Il qualifie cette victoire comme étant « la plus grande de sa carrière ». Par ailleurs, ce succès lui permet de retrouver une place confortable dans le top 3 mondial.  

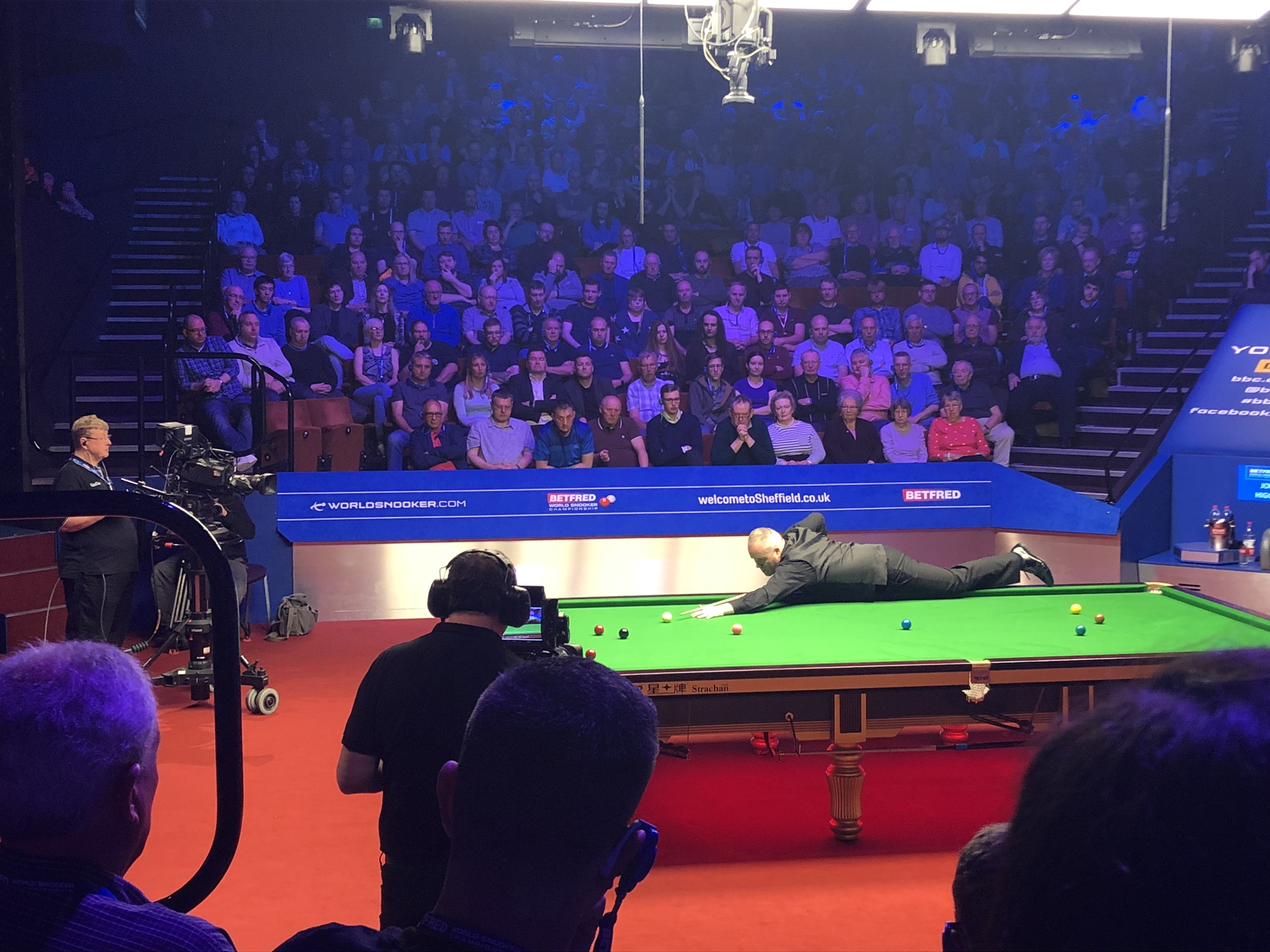
Higgins au championnat du monde (3 mai 2019).

### Résultats sportifs généraux
Higgins fait partie des meilleurs joueurs de snooker de tous les temps. Il a marqué le jeu tant dans sa façon de jouer et tant au niveau de son palmarès ; il fait partie des quelques joueurs qui ont remporté le championnat du monde quatre fois ; seuls Ray Reardon, Steve Davis et Stephen Hendry y sont arrivés avant lui dans l'ère open. Higgins compte en tout trente-trois victoires de classement ; cela fait de lui le troisième joueur le plus titré dans cette catégorie de tournois, juste derrière Ronnie O'Sullivan et Stephen Hendry. Higgins a aussi dominé le classement à plusieurs reprises ; de mai 1998 à mai 2000, de mai 2007 à mai 2008, de mai à septembre 2010 et de décembre 2010 à mai 2011.
Il compte neuf victoires sur des tournois de la triple couronne. Il a remporté quatre fois le championnat du monde (1998, 2007, 2009 et 2011), trois fois le championnat du Royaume-Uni (1998, 2000 et 2010) et deux fois le Masters (1999 et 2006). Higgins a d'ailleurs perdu quatre autres finales au championnat du monde (2001, 2017, 2018 et 2019). Il a aussi perdu une finale au Masters de 1995 et deux finales au championnat du Royaume-Uni.
Parmi ses 17 autres victoires non classées, Higgins compte des titres sur la première ligue, la coupe des champions, le champion des champions 2016 et le championnat de la ligue. Il a aussi gagné le Masters d'Écosse. Il a aussi remporté trois titres classés mineurs sur le championnat du circuit des joueurs.
En 2019, il remporte avec son partenaire d'entrainement Stephen Maguire la coupe du monde de snooker, quatre ans après avoir perdu la finale du même tournoi, déjà avec Maguire. Higgins a aussi compilé plus de 800 century breaks en carrière. Ce chiffre impressionnant fait de lui le deuxième joueur ayant réussi le plus de centuries en carrière, juste derrière Ronnie O'Sullivan (voir break). Il a également réussi 13 breaks de 147 points pendant sa carrière, dont le dernier en date sur le championnat de la ligue 2024.
En 2024, John Higgins est le joueur en activité ayant remporté le plus de matchs depuis le début de sa carrière, avec un ratio d'environ 70 % de matchs gagnés. C'est aussi lui qui possède le meilleur pourcentage de manches gagnées sur l'ensemble de sa carrière professionnelle. D'ailleurs, Higgins est aussi le joueur qui a le moins perdu au premier tour au cours de sa carrière et celui qui possède la plus grande réussite dans les matchs se terminant par une manche décisive qu'il a disputés.

## Classement mondial et résultats dans les tournois de latriple couronne
| Tournois                   | 1992- 1993 | 1993- 1994 | 1994- 1995 | 1995- 1996 | 1996- 1997 | 1997- 1998 | 1998- 1999 | 1999- 2000 | 2000- 2001 | 2001- 2002 | 2002- 2003 | 2003- 2004 | 2004- 2005 | 2005- 2006 | 2006- 2007 | 2007- 2008 | 2008- 2009 | 2009- 2010 | 2010- 2011 | 2011- 2012 | 2012- 2013 | 2013- 2014 | 2014- 2015 | 2015- 2016 | 2016- 2017 | 2017- 2018 | 2018- 2019 | 2019- 2020 | 2020- 2021 | 2021- 2022 | 2022- 2023 | 2023- 2024 | 2024- 2025 | V/D  |
| -------------------------- | ---------- | ---------- | ---------- | ---------- | ---------- | ---------- | ---------- | ---------- | ---------- | ---------- | ---------- | ---------- | ---------- | ---------- | ---------- | ---------- | ---------- | ---------- | ---------- | ---------- | ---------- | ---------- | ---------- | ---------- | ---------- | ---------- | ---------- | ---------- | ---------- | ---------- | ---------- | ---------- | ---------- | ---- |
| Classement mondial         | N.C.       | 122        | 51         | 11         | 2          | 2          | 1          | 1          | 2          | 3          | 4          | 4          | 5          | 6          | 4          | 1          | 5          | 4          | 1          | 2          | 5          | 11         | 11         | 13         | 6          | 2          | 4          | 5          | 7          | 7          | 5          | 9          | 16         | —    |
| Championnat du Royaume-Uni | DQ         | DQ         | DQ         | DF         | F          | 2T         | V          | DF         | V          | QF         | QF         | 2T         | 2T         | 3R         | DF         | 1T         | QF         | F          | V          | 2T         | 2T         | 4T         | 4T         | QF         | QF         | 4T         | 2T         | QF         | 4T         | 3T         | 1T         | 2T         |            | 3/29 |
| Masters                    | DQ         | DQ         | F          | 1T         | 1T         | 1T         | V          | 1T         | 1T         | 1T         | QF         | DF         | F          | V          | 1T         | 1T         | DF         | 1T         | 1T         | DF         | QF         | QF         | 1T         | QF         | 1T         | DF         | 1T         | QF         | F          | QF         | 1T         | 1T         |            | 2/30 |
| Championnat du monde       | DQ         | DQ         | 1T         | QF         | QF         | V          | DF         | DF         | F          | QF         | QF         | 2T         | 2T         | 1T         | V          | 2T         | V          | 2T         | V          | 2T         | 1T         | 1T         | 2T         | QF         | F          | F          | F          | 2T         | 2T         | DF         | QF         | QF         |            | 4/30 |

| Légende | Légende                   | Légende | Légende                    |
| ------- | ------------------------- | ------- | -------------------------- |
| V       | Victoire                  | F       | Défaite en finale          |
| DF      | Défaite en demi-finale    | QF      | Défaite en quart de finale |
| XT      | Défaite au tour X         | NQ      | Non qualifié               |
| DQ      | Défaite en qualifications |         |                            |

## Palmarès

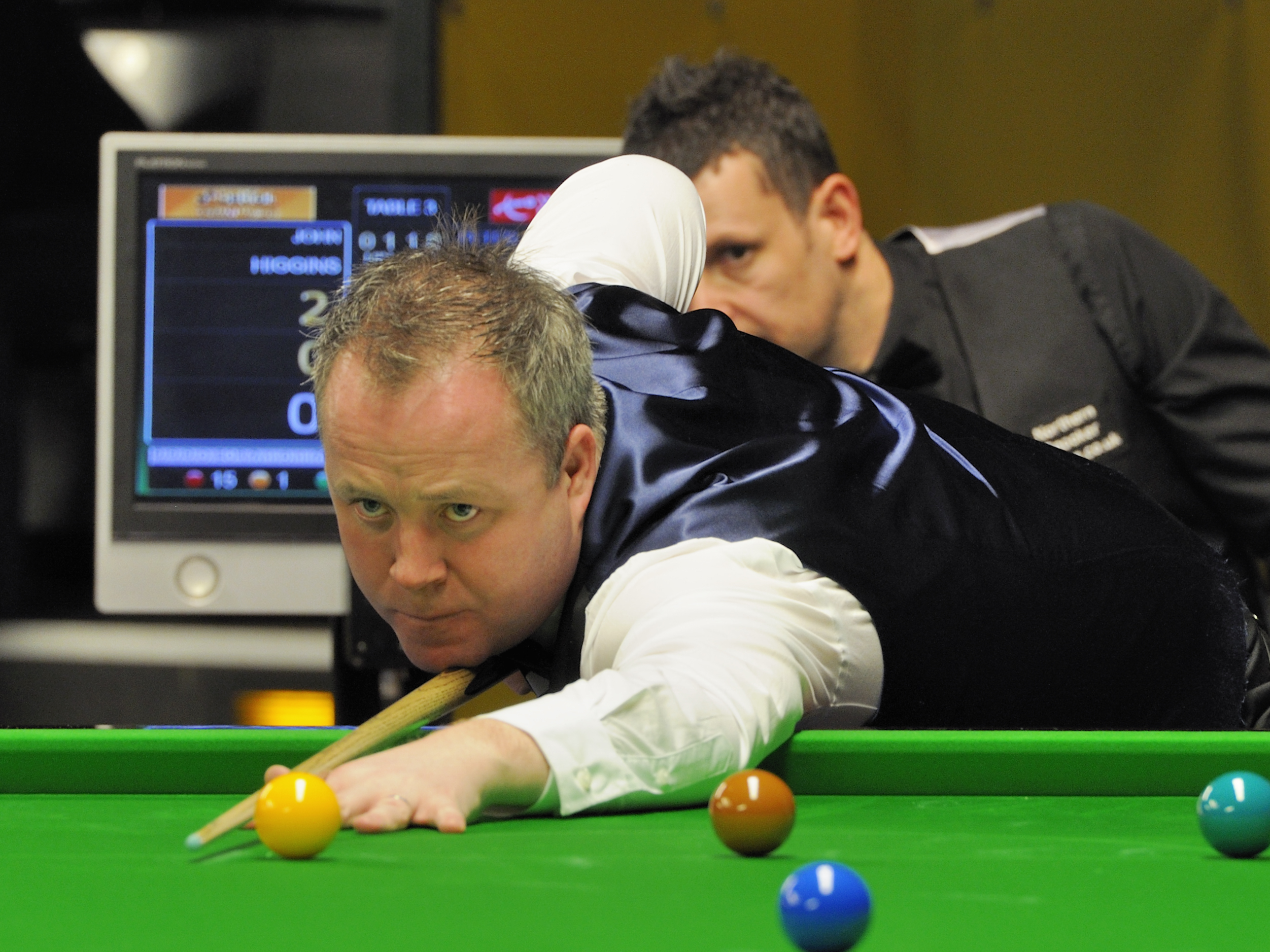
John Higgins aux Masters d'Allemagne 2013.

| Légende | Catégorie                      | Titres                         | Finales                        |
|         | Tournois classés               | 33                             | 25                             |
|         | Tournois classés mineurs       | 3                              | 3                              |
|         | Tournois non classés           | 21                             | 19                             |
|         | Tournois alternatifs           | 0                              | 1                              |
|         | Tournois en équipes            | 3                              | 2                              |
|         | Tournois amateurs              | 1                              | 0                              |
| Gras    | Tournois de la triple couronne | Tournois de la triple couronne | Tournois de la triple couronne |

### Titres
| Saison    | Nom du tournoi                             | Lieu                | Finaliste         | Score | Tableau |
| 1990-1991 | Masters mondiaux juniors (moins de 16 ans) | Birmingham          | Mark Williams     | 6-1   |         |
| 1994-1995 | Open d'Australie                           | Melbourne           | Willie Thorne     | 9-5   | Tableau |
| 1994-1995 | Grand Prix                                 | Derby               | Dave Harold       | 9-6   | Tableau |
| 1994-1995 | Open de Grande-Bretagne                    | Plymouth            | Ronnie O'Sullivan | 9-6   | Tableau |
| 1994-1995 | Open international                         | Bournemouth         | Steve Davis       | 9-5   | Tableau |
| 1995-1996 | Open d'Allemagne                           | Francfort           | Ken Doherty       | 9-3   | Tableau |
| 1995-1996 | Open international (2)                     | Swindon             | Rod Lawler        | 9-3   | Tableau |
| 1996-1997 | Coupe du monde                             | Bangkok             | Irlande           | 10-7  |         |
| 1996-1997 | Open d'Europe                              | La Valette          | John Parrott      | 9-5   | Tableau |
| 1997-1998 | Open d'Allemagne (2)                       | Bingen am Rhein     | John Parrott      | 9-4   | Tableau |
| 1997-1998 | Challenge de la charité                    | Derby               | Ronnie O'Sullivan | 9-8   |         |
| 1997-1998 | Open de Grande-Bretagne (2)                | Plymouth            | Stephen Hendry    | 9-8   | Tableau |
| 1997-1998 | Championnat du monde                       | Sheffield           | Ken Doherty       | 18-12 | Tableau |
| 1998-1999 | Championnat du Royaume-Uni                 | Bournemouth         | Matthew Stevens   | 10-6  | Tableau |
| 1998-1999 | Masters                                    | Londres             | Ken Doherty       | 10-8  | Tableau |
| 1998-1999 | Challenge de la charité (2)                | Derby               | Ronnie O'Sullivan | 9-4   |         |
| 1998-1999 | Première ligue                             | Maidenhead          | Jimmy White       | 9-4   | Tableau |
| 1999-2000 | Grand Prix (2)                             | Preston             | Mark Williams     | 9-8   | Tableau |
| 1999-2000 | Internationaux de Chine                    | Shanghai            | Billy Snaddon     | 9-3   | Tableau |
| 1999-2000 | Open du pays de Galles                     | Cardiff             | Stephen Lee       | 9-8   | Tableau |
| 1999-2000 | Masters d'Irlande                          | Kill                | Stephen Hendry    | 9-4   | Tableau |
| 2000-2001 | Coupe des champions                        | Brighton            | Mark Williams     | 7-4   |         |
| 2000-2001 | Championnat du Royaume-Uni (2)             | Telford             | Mark Williams     | 10-4  | Tableau |
| 2000-2001 | Coupe des nations                          | Reading             | Irlande           | 6-2   |         |
| 2001-2002 | Masters d'Écosse                           | Glasgow             | Ronnie O'Sullivan | 9-6   | Tableau |
| 2001-2002 | Open de Grande-Bretagne (3)                | Newcastle upon Tyne | Graeme Dott       | 9-6   | Tableau |
| 2001-2002 | Masters d'Irlande (2)                      | Saggart             | Peter Ebdon       | 9-4   | Tableau |
| 2004-2005 | Open de Grande-Bretagne (4)                | Brighton            | Stephen Maguire   | 9-6   | Tableau |
| 2005-2006 | Grand Prix (3)                             | Preston             | Ronnie O'Sullivan | 9-2   | Tableau |
| 2005-2006 | Masters (2)                                | Londres             | Ronnie O'Sullivan | 10-9  | Tableau |
| 2006-2007 | Championnat du monde (2)                   | Sheffield           | Mark Selby        | 18-13 | Tableau |
| 2007-2008 | Challenge Europe - Asie                    | Wan Chai            | James Wattana     | 5-4   |         |
| 2008-2009 | Séries mondiales - Jersey                  | Saint Helier        | Mark Selby        | 6-3   |         |
| 2008-2009 | Grand Prix (4)                             | Glasgow             | Ryan Day          | 9-7   | Tableau |
| 2008-2009 | Séries mondiales - Moscou                  | Moscou              | Ding Junhui       | 5-0   |         |
| 2008-2009 | Championnat du monde (3)                   | Sheffield           | Shaun Murphy      | 18-9  | Tableau |
| 2009-2010 | Open du pays de Galles (2)                 | Newport             | Allister Carter   | 9-4   | Tableau |
| 2010-2011 | Championnat de la Ruhr                     | Hamm                | Shaun Murphy      | 4-2   | Tableau |
| 2010-2011 | Championnat du Royaume-Uni (3)             | Telford             | Mark Williams     | 10-9  | Tableau |
| 2010-2011 | Open du pays de Galles (3)                 | Newport             | Stephen Maguire   | 9-6   | Tableau |
| 2010-2011 | Classique de Hainan                        | Bo'ao               | Jamie Cope        | 7-2   | Tableau |
| 2010-2011 | Championnat d’Écosse professionnel         | Clydebank           | Anthony McGill    | 6-1   |         |
| 2010-2011 | Championnat du monde (4)                   | Sheffield           | Judd Trump        | 18-15 | Tableau |
| 2012-2013 | Masters de Shanghai                        | Shanghai            | Judd Trump        | 10-9  | Tableau |
| 2012-2013 | Coupe Kay Suzanne                          | Gloucester          | Judd Trump        | 4–2   | Tableau |
| 2013-2014 | Open de Bulgarie                           | Sofia               | Neil Robertson    | 4-1   | Tableau |
| 2014-2015 | Open du pays de Galles (4)                 | Cardiff             | Ben Woollaston    | 9-3   | Tableau |
| 2015-2016 | Open d'Australie                           | Bendigo             | Martin Gould      | 9-8   | Tableau |
| 2015-2016 | Championnat international                  | Daqing              | David Gilbert     | 10-5  | Tableau |
| 2016-2017 | Championnat de Chine                       | Guangzhou           | Stuart Bingham    | 10-7  | Tableau |
| 2016-2017 | Champion des champions                     | Coventry            | Ronnie O'Sullivan | 10-7  | Tableau |
| 2016-2017 | Championnat de la ligue                    | Coventry            | Ryan Day          | 3-0   | Tableau |
| 2017-2018 | Open d'Inde                                | Vishakhapatnam      | Anthony McGill    | 5-1   | Tableau |
| 2017-2018 | Open du pays de Galles (5)                 | Cardiff             | Barry Hawkins     | 9-7   | Tableau |
| 2017-2018 | Championnat de la ligue (2)                | Coventry            | Zhou Yuelong      | 3-2   | Tableau |
| 2019-2020 | Coupe du monde                             | Wuxi                | Chine             | 4-0   | Tableau |
| 2020-2021 | Championnat des joueurs                    | Milton Keynes       | Ronnie O'Sullivan | 10-3  | Tableau |
| 2021-2022 | Championnat de la ligue (3)                | Leicester           | Stuart Bingham    | 3-2   | Tableau |
| 2022-2023 | Championnat de la ligue (4)                | Leicester           | Judd Trump        | 3-1   | Tableau |
| 2024-2025 | Open mondial (5)                           | Yushan              | Joe O'Connor      | 10-6  | Tableau |
| 2024-2025 | Championnat du circuit                     | Manchester          | Mark Selby        | 10-8  | Tableau |

### Finales
| Saison    | Nom du tournoi                           | Lieu                | Finaliste         | Score | Tableau |
| 1994-1995 | Open du pays de Galles                   | Newport             | Steve Davis       | 3-9   | Tableau |
| 1994-1995 | Masters                                  | Londres             | Ronnie O'Sullivan | 3-9   | Tableau |
| 1995-1996 | Grand Prix                               | Sunderland          | Stephen Hendry    | 5-9   | Tableau |
| 1995-1996 | Grand Prix de Malte                      | Marsaskala          | Peter Ebdon       | 4-7   | Tableau |
| 1995-1996 | Challenge de la charité                  | Birmingham          | Ronnie O'Sullivan | 6-9   |         |
| 1995-1996 | Open de Grande-Bretagne                  | Plymouth            | Nigel Bond        | 8-9   | Tableau |
| 1996-1997 | Championnat du Royaume-Uni               | Preston             | Stephen Hendry    | 9-10  | Tableau |
| 1997-1998 | Grand Prix (2)                           | Bournemouth         | Dominic Dale      | 6-9   | Tableau |
| 1997-1998 | Grand Prix de Malte (2)                  | Marsaskala          | Ken Doherty       | 5-7   | Tableau |
| 1997-1998 | Open du pays de Galles (2)               | Newport             | Paul Hunter       | 5-9   | Tableau |
| 1997-1998 | Open d'Écosse                            | Aberdeen            | Ronnie O'Sullivan | 5-9   | Tableau |
| 1998-1999 | Super ligue des champions                | Chine               | Stephen Hendry    |       |         |
| 1998-1999 | Masters d'Écosse                         | Motherwell          | Ronnie O'Sullivan | 7-9   | Tableau |
| 1998-1999 | Coupe des nations                        | Newcastle upon Tyne | Pays de Galles    | 4-6   |         |
| 1999-2000 | Masters d'Écosse (2)                     | Motherwell          | Matthew Stevens   | 7-9   | Tableau |
| 2000-2001 | Championnat du monde                     | Sheffield           | Ronnie O'Sullivan | 14-18 | Tableau |
| 2001-2002 | Première ligue                           | Glenrothes          | Ronnie O'Sullivan | 4-9   | Tableau |
| 2002-2003 | Masters d'Écosse (3)                     | Glasgow             | Ronnie O'Sullivan | 4-9   | Tableau |
| 2002-2003 | Masters d'Irlande                        | Dublin              | Ronnie O'Sullivan | 9-10  | Tableau |
| 2003-2004 | Coupe LG                                 | Preston             | Mark Williams     | 5-9   | Tableau |
| 2003-2004 | Première ligue (2)                       | Colwyn Bay          | Stephen Hendry    | 6-9   | Tableau |
| 2004-2005 | Challenge Monde - Asie                   | Bangkok             | Marco Fu          | 1-5   |         |
| 2004-2005 | Masters (2)                              | Londres             | Ronnie O'Sullivan | 3-10  | Tableau |
| 2005-2006 | Coupe de Malte                           | Portomaso           | Ken Doherty       | 8-9   | Tableau |
| 2005-2006 | Open de Chine                            | Pékin               | Mark Williams     | 8-9   | Tableau |
| 2006-2007 | Pot Black                                | Londres             | Mark Williams     | 0-1   |         |
| 2007-2008 | Tournoi de Varsovie                      | Varsovie            | Mark Selby        | 3-5   |         |
| 2007-2008 | Première ligue (3)                       | Aberdeen            | Ronnie O'Sullivan | 4-7   | Tableau |
| 2008-2009 | Open de Chine (2)                        | Pékin               | Peter Ebdon       | 8-10  | Tableau |
| 2008-2009 | Séries mondiales - Finale                | Portimão            | Shaun Murphy      | 2-6   |         |
| 2009-2010 | Championnat du Royaume-Uni (2)           | Preston             | Ding Junhui       | 8-10  | Tableau |
| 2010-2011 | Classique de Prague                      | Prague              | Michael Holt      | 3-4   | Tableau |
| 2011-2012 | Épreuve 3 de Sheffield                   | Sheffield           | Andrew Higginson  | 1-4   | Tableau |
| 2012-2013 | Open de Bulgarie                         | Sofia               | Judd Trump        | 0-4   | Tableau |
| 2013-2014 | Classique de Wuxi                        | Wuxi                | Neil Robertson    | 7-10  | Tableau |
| 2015-2016 | Coupe du monde                           | Wuxi                | Chine             | 1-4   |         |
| 2016-2017 | Open d'Écosse (2)                        | Glasgow             | Marco Fu          | 4-9   | Tableau |
| 2016-2017 | Championnat du monde (2)                 | Sheffield           | Mark Selby        | 15-18 | Tableau |
| 2017-2018 | Championnat du monde (3)                 | Sheffield           | Mark Williams     | 16-18 | Tableau |
| 2018-2019 | Championnat de Chine                     | Guangzhou           | Mark Selby        | 9-10  | Tableau |
| 2018-2019 | Championnat du monde (4)                 | Sheffield           | Judd Trump        | 9-18  | Tableau |
| 2019-2020 | Championnat du monde à six billes rouges | Bangkok             | Stephen Maguire   | 6-8   | Tableau |
| 2020-2021 | Masters (3)                              | Milton Keynes       | Yan Bingtao       | 8-10  | Tableau |
| 2021-2022 | Open d'Irlande du Nord                   | Belfast             | Mark Allen        | 8-9   | Tableau |
| 2021-2022 | Open d'Angleterre                        | Milton Keynes       | Neil Robertson    | 8-9   | Tableau |
| 2021-2022 | Champion des champions                   | Bolton              | Judd Trump        | 4-10  | Tableau |
| 2021-2022 | Open d'Écosse (3)                        | Llandudno           | Luca Brecel       | 5-9   | Tableau |
| 2021-2022 | Championnat du circuit                   | Llandudno           | Neil Robertson    | 9-10  | Tableau |
| 2023-2024 | Open de Huangguoshu                      | Anshun              | Judd Trump        | 1-5   |         |
| 2024-2025 | Open de Grande-Bretagne (2)              | Cheltenham          | Mark Selby        | 5-10  | Tableau |

## Breaks de147 pointsen compétition
| No. | Année | Tournoi                    | Adversaire            |
| --- | ----- | -------------------------- | --------------------- |
| 1.  | 2000  | Coupe des nations          | Dennis Taylor         |
| 2.  | 2000  | Masters d'Irlande          | Jimmy White           |
| 3.  | 2003  | Coupe LG                   | Mark Williams         |
| 4.  | 2003  | Open de Grande-Bretagne    | Michael Judge         |
| 5.  | 2004  | Grand Prix                 | Ricky Walden          |
| 6.  | 2012  | Masters de Shanghai        | Judd Trump            |
| 7.  | 2012  | Championnat du Royaume-Uni | Mark Davis            |
| 8.  | 2016  | Open d'Irlande du Nord     | Sam Craigie           |
| 9.  | 2018  | Open d'Écosse              | Gerard Greene         |
| 10. | 2020  | Championnat du monde       | Kurt Maflin           |
| 11. | 2020  | Championnat de la ligue    | Kyren Wilson          |
| 12. | 2021  | Open de Grande-Bretagne    | Alexander Ursenbacher |
| 13. | 2024  | Championnat de la ligue    | Fan Zhengyi           |